# Хидроенергетски систем Власина
Хидроенергетски систем „Власина“ чине акумулације Власинско језеро и Лисина, са системом канала и тунела, којима се доводи вода у Власинско језеро, и четири хидроцентрале "Врла (I - IV)“. Власинска брана је подигнута у теснацу на излазу реке Власине из Власинског блата, три километра од њеног извора. Грађена је од 1946, a завршена 1949. године, језеро се пунило од 9. априла 1949. године до 1954. Висина бране је 34,43 m (од тога изнад терена 25,7 m), дужина у темељу 239 m, а у круни 139,28 m, док је ширина 5,5 m у круни. 
Канали којима притиче вода са околних река и потока, сливова Власине и Лисине, дугачки су укупно 60,3 km. Канал "Чемерник", који захвата воду са Чемерчице и кроз тунел је доводи до бране, дуг је 14,8 km, канал који доводи воду реке Стрвне, испод Плане, 16 km, онај са Јерме 7,5 km и са Божице 22 km. Каналом „Стрвна“ годишње дотиче око 10 милиона кубних метара воде, Каналом „Чемерник“ око осам милиона кубика воде, каналом „Јерма“ три милиона кубика и каналом „Божица“ око 15 милиона кубика воде. Поред тунела „Чемерник“ (1 km), ту су и три тунела којима притиче вода са Божице, односно Лисине (укупно 3,5 km). 
Акумулација "Лисина" изграђена је у околини Божице, из ње се помоћу две пумпе, капацитета 15 кубика воде у секунди, избацује вода на висину од 340 m изнад Власинског језера, одакле се системом одводних канала доводи у канал „Божица“, а одатле у језеро. Из „Лисине“ се годишње у Власинско језеро пребаци 74,7 милиона кубика воде.
Језеро је на надморској висини 1.210 m, дужине је девет km, максималне ширине 3,5 km, највеће дубине 30 m, површина му је 16,5 m², а запремина воде 165.000.000 m³. Према надморској висини, језеро се убраја у највише акумулације на Балкану. При највишем водостају, ниво језера достиже коту 1213,8 m надморске висине. Иначе, средњи годишњи водостај нивоа језера је 1204 m надморске висине.
Вода из Власинског језера са водостана, са захвата ХЕ „Врла I", иде тунелом дугим 2.144 m под притиском и покреће турбине. Притисак се регулише затварачима. „Врла I" је грађена у време Информбироа и зато је смештена у нутрини Чемерника, њене турбине је произвео „Раде Кончар“ у Загребу.
Хидроелектране „Врла (I - IV)" су максималне инсталисане снаге 127 MW. Распоређене су у низу, тако да вода из једне продужава за покретање турбина друге. „Врла I" је испод земље, док су „Врла II" и „Врла III" у долини Врле реке, а „Врла IV" је на Сувој Морави, код Владичиног Хана.
Метални и бетонски цевоводи су били изложени корозији, што је 1960-тих решавано "метализацијом" одн. убризгавањем бетонског "млека". Проблем су биле и сићушне честице гранита које су изазивале хабање турбина, што је решено тунелском акумулацијом одн. таложницом.